# Empire du Djolof
1350–1549
Entités précédentes :
- Empire du Mali

Entités suivantes :
- Royaume du Djolof
- Royaume du Sine
- Royaume du Baol
- Royaume du Cayor
- Waalo
- Royaume du Saloum

L'Empire Djolof, également connu sous le nom de Grand Djolof  ou Empire Wolof, est un État Wolof du Sénégal actuel, qui régnait sur des parties de la Mauritanie et de la Gambie du milieu du XIVe siècle jusqu'en 1549. Après la bataille de Danki, ses États vassaux sont totalement ou de facto indépendants ; à cette époque, il est connu sous le nom de Royaume de Djolof.

## Histoire

### Origines

#### Contexte
La région qui est devenue Djolof est initialement habitée par les Soce puis par les Sérères, qui sont chassés vers le sud par les Wolof au 13e siècle. Les traditions orales wolof rapportent qu'il est nommé d'après un chef local, Djolof Mbengue. L'empire est principalement composé de Wolof, de Sérère et de Peul du nord du fleuve Sénégal. Avant l'avènement de l'empire, la région est dirigée par les Lamanes des familles Mbengue, Diaw et Ngom,. Ils sont apparentés aux premiers dirigeants des royaumes voisins tels que Baol.
Djolof est un vassal de l'Empire du Mali pendant une grande partie de son histoire. Elle resta dans la sphère d'influence de cet empire jusqu'à la seconde moitié du XIVe siècle. 

#### Légende de Ndiadiane Ndiaye
Les récits traditionnels parmi les Wolof s'accordent sur le fait que le fondateur de l'État est peut-être le mythique Ndiadiane Ndiaye (également orthographié Njaajaan Njaay ou Njai). En général, on attribue à Ndiaye une lignée islamique almoravide et un lien du côté de sa mère avec l'État de Tekrour.
La légende de Ndiadiane Ndiaye présente de nombreuses variantes dans les détails, mais celles-ci partagent certains points communs importants. Tout commence lorsque son père meurt et que sa mère se remarie avec un esclave. Ce match a tellement exaspéré Ndiaye qu'il a sauté dans le fleuve Sénégal et a commencé une vie aquatique. Il se dirigea vers l'aval jusqu'au Waalo. À cette époque, la région est divisée en villages dirigés par des Lamanes distincts, dont certains sont engagés dans une dispute au sujet d'un bois près d'un lac important (dans certaines versions, il s'agit d'une dispute au sujet d'une prise de poisson). Cela a failli conduire à un bain de sang, mais tout est arrêté par l'apparition mystérieuse d'un étranger venu du lac. L'étranger divisa équitablement le bois et disparut, laissant les gens stupéfaits. Les gens feignirent alors une seconde dispute et enlevèrent l'étranger à son retour. Ils lui offrirent la royauté de leur pays. Lorsque ces événements sont rapportés au souverain du royaume du Sine, Maad a Sinig Maysa Wali, également grand magicien, il se serait exclamé « Ndiadiane Ndiaye » dans sa langue maternelle, le sérère, avec stupéfaction. Il suggéra alors que tous les dirigeants entre le fleuve Sénégal et le fleuve Gambie se soumettent volontairement à cet homme, ce qu'ils firent. 

#### Datation
En tentant de dater Ndiadiane Ndiaye et l'établissement de l'empire du Djolof, John Donnelly Fage suggère que « l'essor de l'empire est associé à la croissance du pouvoir wolof aux dépens de l'ancien État soudanais de Takrur, et qu'il s'agissait essentiellement d'un développement du XIVe siècle. »  Ogot propose que le Djolof soit devenu définitivement indépendant lors d'un conflit de succession vers 1360 entre deux lignées rivales au sein de l'empire du Mali.

### Formation de l'empire
Les premiers siècles de l'histoire de Djolof ne sont connus que par des récits oraux, mais peu de détails ont survécu. L'empire Djolof s'est étendu vers le sud et l'ouest, « Wolofisant » progressivement les classes dirigeantes. Les petits États ainsi incorporés à l'empire. Les États de Cayor et de Baol, fondés à peu près à la même époque que Djolof, sont absorbés très tôt. Le terme « ndiadiane » de la légende peut être traduit par « catastrophe » dans le dialecte sérère Singadum, ce qui laisse entendre que le processus de croissance impériale n'a peut-être pas été pacifique.
La plupart des premiers buurbas provenaient de lignées maternelles originaires de Baol. Le royaume du Sine et une forme primitive du royaume du Saloum sont absorbés au plus tôt à la fin du XIVe siècle. Cela a complété les principaux États constitutifs de la confédération du Djolof : Cayor, Baol et Waalo, ainsi que les États sérères du Sine et du Saloum,.

### Apogée
À partir des années 1440, les navires portugais commencèrent à visiter la côte, cherchant initialement à capturer des esclaves, mais se tournant bientôt vers le commerce. L'expansion du Djolof a peut-être été facilitée par l'achat de chevaux auprès de ces commerçants. 
Buurba Biram Njeme Eler, ou peut-être Cukli Njiklaan, a conquis Namandirou vers les années 1450, puis a étendu son autorité sur Takrur,,,. Eler a déplacé la capitale de Njiayeen Sabur à Thieung. Il est probablement également responsable de la soumission des États mandingues sur la rive nord de la Gambie, notamment Niumi, Baddibu, Nyani et Wuli, alors que l'empire du Mali déclinait, . Djolof étendrait également son contrôle sur le commerce de l'or, en conquérant Gajaaga puis Bambuk, bien que Jean Boulègue affirme qu'une telle conquête est très improbable . Le contrôle des royaumes de Gambie a également donné aux Buurba un certain accès au commerce croissant de cette région. 

### Conflits de succession
À la mort de Buurba Biram Njeme Eler, la succession est disputée entre son fils, Bokar Bige, et son neveu Tase Daagulen. Ce dernier est finalement victorieux, avec l'aide de Brak Cukuli Mbooj du Waalo. Ce conflit est, en quelque sorte, une compétition entre un système d'héritage patrilinéaire (père-fils) et un système matrilinéaire (oncle-neveu), puisque Biram Eler et Tase Daagulen sont tous deux membres de la matrilinéarité Jonai. Entre 1455 et 1489 environ, cinq buurba revendiquent le trône, semant le chaos et la guerre civile.

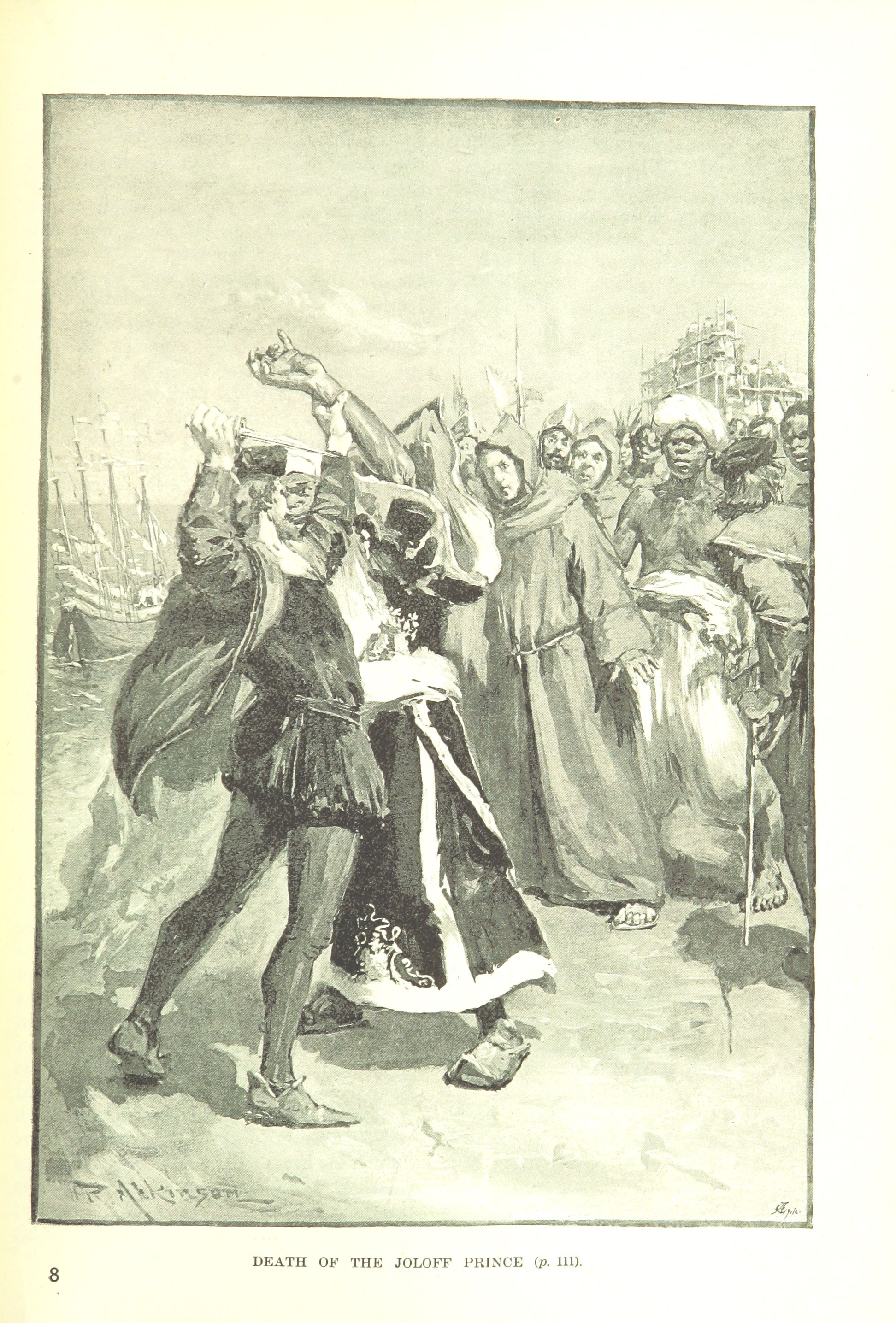
« La mort du prince Joloff », dans un livre de 1892.

Dans les années 1480, Jelen, le buumi ou prince, dirigeait l'empire au nom de son frère Birayma Kuran Kan, connu dans les sources portugaises sous le nom de Bur Birao. Tenté par le commerce portugais, il déplace le siège du gouvernement sur la côte pour profiter des nouvelles opportunités économiques. D'autres princes, opposés à cette politique, déposèrent et assassinèrent les buurba en 1489. Jelen s'échappa et chercha refuge auprès des Portugais, qui l'emmenèrent à Lisbonne. Là, il échangea des cadeaux avec le roi Jean II et est baptisé. Face à l'opportunité de placer un allié chrétien sur le trône, Jean II envoya un corps expéditionnaire sous le commandement d'un commandant portugais pour remettre le prince sur le trône de Djolof. L'objectif est de le placer sur le trône et de construire un fort à l'embouchure du fleuve Sénégal. Aucun des deux objectifs n'est atteint. Une dispute entre le commandant et le prince a conduit le premier à accuser le bumi de trahison et à le tuer.
Au début du XVIe siècle, l'Empire Djolof est encore très puissant et capable de déployer 100 000 fantassins et 10 000 cavaliers.  Mais les conflits de succession ne sont pas la seule chose qui le déchira. Le commerce atlantique, par exemple, a apporté une richesse supplémentaire à l'empire, mais avec l'échec de Jelen, les dirigeants des États vassaux de la côte ont obtenu la part du lion des bénéfices, ce qui leur a finalement permis d'éclipser et de saper l'empereur. Djolof est situé loin de la côte et n'a pas d'accès direct au commerce maritime.
Il y a aussi la question des forces extérieures, comme l'éclatement de l'Empire du Mali. L'affaiblissement du contrôle du Mali sur son vaste empire a permis au Djolof de devenir un empire en premier lieu. Mais le conflit s'étendait désormais aux territoires du nord du Djolof. En 1513, Koli Tenguella mena une forte force de Peuls et de Mandingues dans le Futa Toro, le prenant aux Djolof et établissant sa dynastie, et détruisant également Namandirou. En 1520, les royaumes sérères du Sine et du Saloum, au sud, se séparèrent.

### Bataille de Danki et désintégration

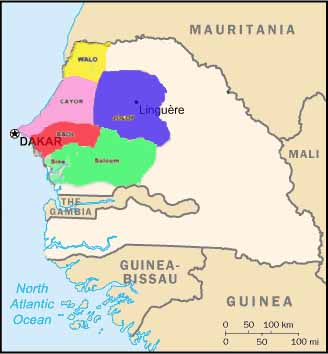
Le royaume de Djolof après sa désintégration

En 1549, Kayor réussit à se séparer de l'empire Djolof sous la direction du prince héritier Amari Ngoone Sobel Fall en battant Djolof à la bataille de Danki. La bataille a un effet d'entraînement qui a conduit Waalo et Baol à quitter également l'empire. En 1600, l'empire Djolof est effectivement terminé. Kayor a envahi son voisin du sud, Bawol, et a commencé à former sa propre union personnelle. Djolof est réduit à l'état de royaume ; néanmoins, le titre de Burba resta associé au prestige impérial et commanda un respect nominal de la part de ses anciens vassaux.

## Société

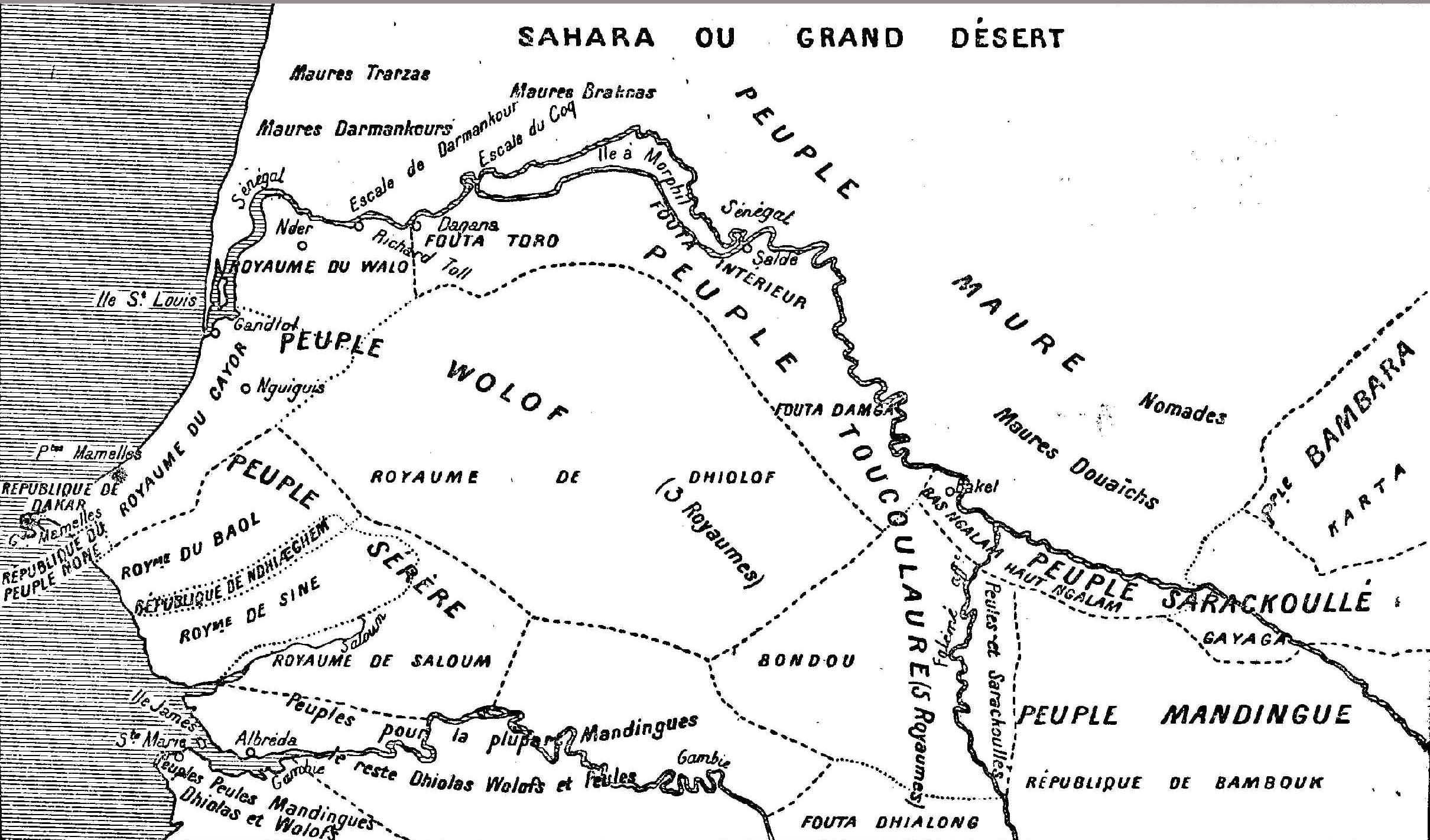
Carte des peuplades du Sénégal de l'abbé Boilat (1853)

La société Djolof abritait un système hiérarchique développé impliquant différentes classes de nobles royaux et non royaux, d'hommes libres, de castes professionnelles et d'esclaves. Les castes professionnelles comprenaient les forgerons, les bijoutiers, les tanneurs, les tailleurs, les musiciens et les griots. Les forgerons sont importants pour la société en raison de leur capacité à fabriquer des armes de guerre ainsi que de leur statut de confiance pour régler équitablement les conflits. Les griots sont employés par toutes les familles importantes comme chroniqueurs et conseillers, sans lesquels une grande partie de l'histoire du Djolof primitif serait inconnue.  La noblesse de Djolof est nominalement animiste, mais certains combinaient cela avec l'islam. Cependant, l'islam n'a pas dominé la société wolof avant le XIXe siècle environ, lorsque l'empire a été depuis longtemps réduit à un État croupion sous la forme du Royaume de Djolof.
Dans les différentes classes sociales, les mariages mixtes sont rarement autorisés. Les femmes ne pouvaient pas se marier à un rang supérieur et leurs enfants n'héritaient pas du statut supérieur de leur père. Cependant, les femmes ont une certaine influence et un certain rôle au sein du gouvernement. La Lingeer est la cheffe de toutes les femmes et très influente dans la politique de l'État. Elle possède plusieurs villages qui cultivaient des fermes et lui payaient directement tribut. Il y a également d'autres femmes chefs dont la tâche principale est de juger les affaires impliquant des femmes. Dans l'État le plus au nord de l'empire, Walo, les femmes pouvaient aspirer à la fonction de Bur et diriger l'État. 
La famille royale est au sommet de la société. La classe des nobles non royaux est composé des enfants des épouses secondaires et des concubines royales. Les hommes libres sont divisée en castes en fonction de la profession de l'homme (par exemple les forgerons, les bijoutiers, les tailleurs, les griots ou les musiciens). Les esclaves sont capturés lors des guerres et des razzias dans les territoires voisins. Il existe plusieurs strates, suivant que l'esclave soit qualifié ou pas.

## Religions
La religion de l'élite est l'Islam, même si la majorité de la population ordinaire reste proche de ses croyances animistes traditionnelles.
Dans l'empire du Djolof, coexistaient deux systèmes religieux : d'une part, les adeptes de l'islam, et d'autre part, ceux attachés à la religion traditionnelle tiédo/ceddo, qui est la croyance ancestrale des Wolofs, souvent qualifiée de « païenne ». L'islam pénétra très tôt dans le Djolof, dès les débuts de l'empire, porté par des marabouts venus de différentes régions : les Mandingues, les Soninkés, les Toucouleurs (Peuls) et les Maures, qui s'installèrent principalement dans l'État du Kayoor. Ces érudits musulmans jouèrent un rôle clé dans la diffusion de l'islam au sein de l'élite locale et auprès des populations rurales. Le Djolof devint ainsi un carrefour religieux, où les croyances traditionnelles et islamiques cohabitaient, parfois en opposition, mais aussi souvent en fusionnant dans les pratiques quotidiennes.

## Économie
Isolé des principales routes commerciales maritimes et transsahariennes, l'économie du Djolof proprement dit est relativement simple. Les marchands maures ou julas sont les principaux transporteurs du commerce, qui est organisé autour de marchés hebdomadaires et consistait principalement en mil, sel, haricots, bétail et autres produits essentiels. La monnaie n'est pas utilisée, mais les barres de fer et le tissu servaient de moyens d'échange universels.

## Organisation politique
Le dirigeant de Djolof est connu sous le nom de Bour ba ou Buurba, qui est choisi par un collège d'électeurs qui comprenait les dirigeants des cinq principaux royaumes constitutifs. Bien que nominalement à la tête de l'empire tout entier, les Buurba contrôlaient directement une partie relativement petite du Djolof ; les Lamanes détiennent beaucoup de pouvoir et devinrent progressivement plus indépendants à mesure que la famille royale est de plus en plus absorbée par les conflits de succession.
Une fois nommés, les titulaires de charge devaient suivre des rituels élaborés pour se familiariser avec leurs nouvelles fonctions et les élever à un statut divin. Dès lors, on attendait d'eux qu'ils mènent leurs États vers la grandeur ou qu'ils risquent d'être déclarés défavorisés par les dieux et d'être déposés. Les tensions de cette structure politique ont donné naissance à un gouvernement très autocratique où les armées personnelles et la richesse ont souvent supplanté les valeurs constitutionnelles. 
L'empire du Djolof comprenait cinq royaumes côtiers du nord au sud : Waalo, Kayor, Baol, Sine et Saloum. Tous ces États sont tributaires de l'État enclavé de Djolof. Chacun est gouverné par un dirigeant choisi par leurs nobles respectifs. Chacun jouissait d'une autonomie pratique, mais est censé coopérer avec le Bour sur les questions importantes et envoyer un tribut régulier au Djolof, . Cela ne se produisait cependant pas toujours et les guerres entre les royaumes constitutifs sont courantes ; les provinces pouvaient gagner ou perdre des degrés d'indépendance, ou passer du contrôle d'un roi à un autre.

## Liste des monarques de l'empire Djolof
Noms et dates tirés de l'ouvrage de John Stewart, African States and Rulers (1989). Les dates sont approximatives et généralement contestées par d’autres historiens car elles correspondent à une interprétation trop stricte et sans critique historique de la chronologie fournie par la tradition orale,.
| Nom                  | Début de règne | Fin de règne |
| -------------------- | -------------- | ------------ |
| empire Djolof        |                |              |
| N'Dyadya N'Dyaye     | v. 1350        | v. 1370      |
| Sare N'Dyaye         | v. 1370        | v. 1390      |
| N'Diklam Sare        | v. 1390        | v. 1420      |
| Tyukuli N'Diklam     | v. 1420        | v. 1440      |
| Leeyti Tyukuli       | v. 1440        | v. 1450      |
| N'Dyelen Mbey Leeyti | v. 1450        | v. 1465      |
| Birayma N'dyeme Eler | v. 1465        | v. 1481      |
| Tase Daagulen        | v. 1481        | v. 1488      |
| Birayma Kuran Kan    | v. 1488        | v. 1492      |
| Bukaar Biye-Sungule  | v. 1492        | v. 1527      |
| Birayma Dyeme-Kumba  | v. 1527        | v. 1543      |
| Leele Fuli Fak       | v. 1543        | v. 1549      |